# Die Schlange mit dem goldnen Schlüssel

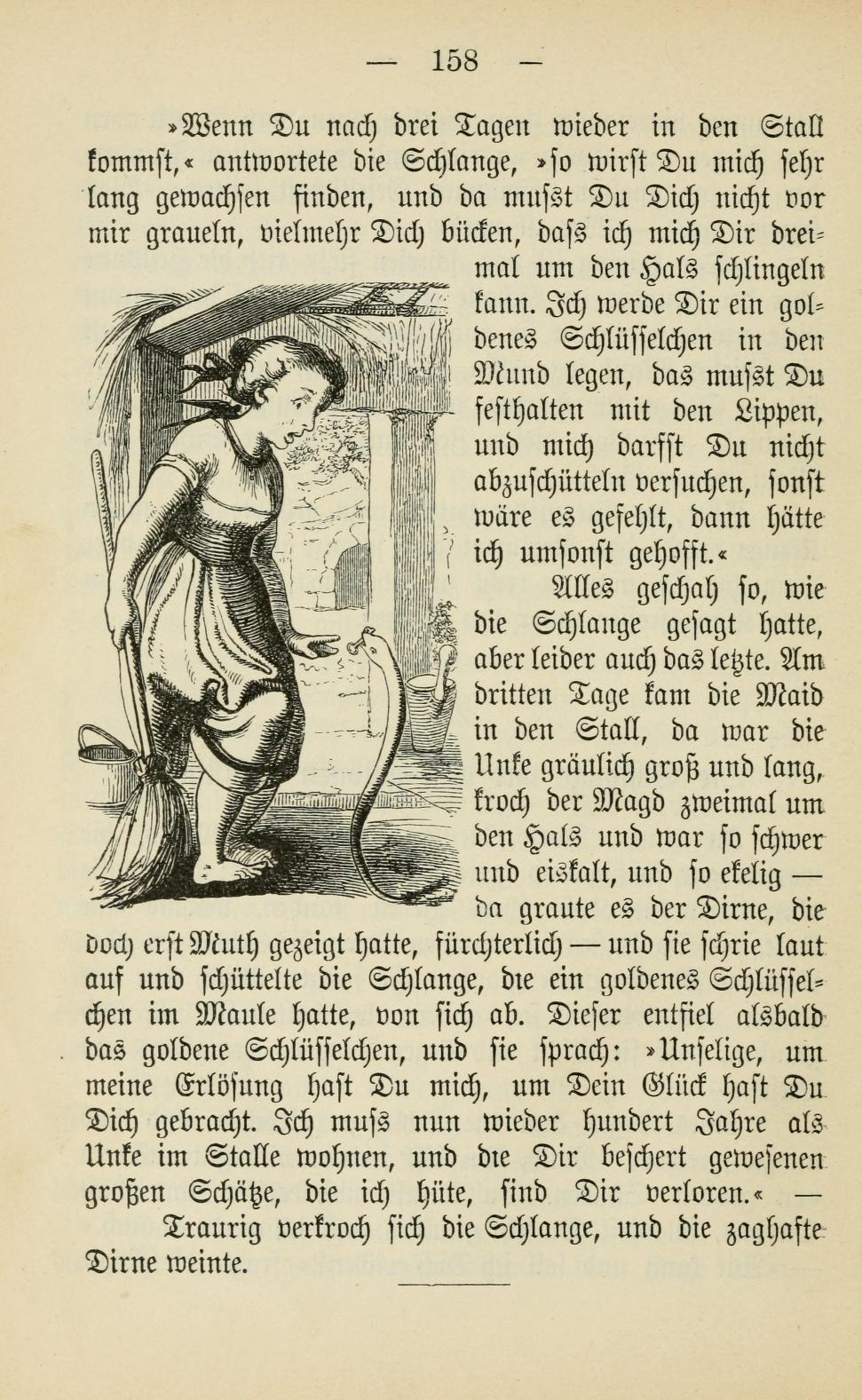
Illustration, 1890

Die Schlange mit dem goldnen Schlüssel ist ein Märchen. Es steht in Ludwig Bechsteins Neues deutsches Märchenbuch an Stelle 26.

## Inhalt
Eine Magd pflegt treu das Vieh. Im Kuhstall lebt eine Schlange. Die spricht einmal, dass sie in drei Tagen sehr lang sein wird, um sich der Magd dreimal um den Hals zu schlingen und ihr ein goldenes Schlüsselchen in den Mund zu legen. So kommt es, doch die Magd bekommt doch Angst und schüttelt sie ab. Da muss die Schlange wieder hundert Jahre auf Erlösung warten. Die Magd weint.

## Herkunft
Bechstein bemerkt: „Vielfach abgewandelt im Volksmunde wie in Büchern.“ Die Quelle ist laut Hans-Jörg Uther nicht zu ermitteln. Vgl. in Bechsteins Neues deutsches Märchenbuch auch Das Natterkrönlein, Schlange Hausfreund, Die Schlangenamme, Siebenhaut, bei Grimm Märchen von der Unke und Deutsche Sagen Nr. 223 Der Krötenstuhl. Um eine Schlange geht es auch in Oda und die Schlange in Bechsteins Deutsches Märchenbuch.